# Guyanaspett
Guyanaspett (Veniliornis cassini) är en fågel i familjen hackspettar inom ordningen hackspettartade fåglar.

## Utseende och läte
Guyanaspetten är en liten hackspett. Den känns igen på en tydlig gul fläck i nacken hos båda könen. Den är mindre och mindre färgglad än andra hackspettar i sitt utbredningsområde. Lätet består av en utdragen och ringande drill på en och samma tonhöjd.

## Utbredning och systematik
Fågeln förekommer i östra och sydöstra Venezuela, Guyana och nordöstra Brasilien (norr om Amazonfloden). Den behandlas som monotypisk, det vill säga att den inte delas in i några underarter.

### Släktestillhörighet
Arten placeras traditionellt i släktet Veniliornis. DNA-studier visar dock att övervägande amerikanska hackspettar som tidigare förts till Picoides står närmare Venilliornis än typarten i släktet, tretåig hackspett. Olika auktoriteter behandlar dessa resultat på varierande sätt, där dessa hackspettar oftast lyfts ut i de mindre släktena Dryobates och Leuconotopicus, som successivt är Veniliornis-arternas närmaste släktingar. Tongivande Clements et al har istället valt att inkludera alla i ett expanderat Dryobates.

## Levnadssätt
Guyanaspetten hittas i låglänt regnskog där den hörs oftare än ses. Den påträffas ofta i artblandade flockar, från skogens mellersta skikt till trädtaket och endast tillfälligt i undervegetationen. Fågeln klättrar uppför trädstammar och hackar hål i död ved och trädbelägna termitbon.

## Status
Arten har ett stort utbredningsområde och beståndet anses vara stabilt. Internationella naturvårdsunionen IUCN listar den därför som livskraftig (LC).

## Namn
Fågelns vetenskapliga artnamn hedrar den amerikanske ornitologen John Cassin (1813-1869).